# Casares
Casares é um município da Espanha na província de Málaga, comunidade autónoma da Andaluzia, de área 160 km² com população de 4532 habitantes (2004) e densidade populacional de 23,67 hab/km².
As suas ruas estreitas, inclinadas e sinuosas, e as casas caiadas, são um exemplo magnífico do legado arquitectónico andaluz. Aqui nasceu Blas Infante, político e escritor.

## Demografia
| Variação demográfica do município entre 1991 e 2004 | Variação demográfica do município entre 1991 e 2004 | Variação demográfica do município entre 1991 e 2004 | Variação demográfica do município entre 1991 e 2004 |
| --------------------------------------------------- | --------------------------------------------------- | --------------------------------------------------- | --------------------------------------------------- |
| 1991                                                | 1996                                                | 2001                                                | 2004                                                |
| 3286                                                | 3206                                                | 3387                                                | 3846                                                |

## Património
- Antiga igreja da Encarnação (de finais do século XVI)
- Arrabal
- Cemitério